# Республика Корея на зимних Олимпийских играх 1968
Республика Корея принимала участие в Зимних Олимпийских играх 1968 года в Гренобле (Франция) в пятый раз за свою историю, но не завоевала ни одной медали.

## Состав сборной
Сборную страны представляло восемь спортсменов: три женщины и пять мужчин, они соревновались в 4 видах спорта:
- горнолыжный спорт
- конькобежный спорт
- лыжные гонки
- фигурное катание.

Самой младшей участницей южнокорейской сборной была 14-летняя фигуристка Ли Хёнджу (이현주), самым старшим участником — 25-летний лыжник Юн Джонъим (윤종임).

## Результаты

### Горнолыжный спорт

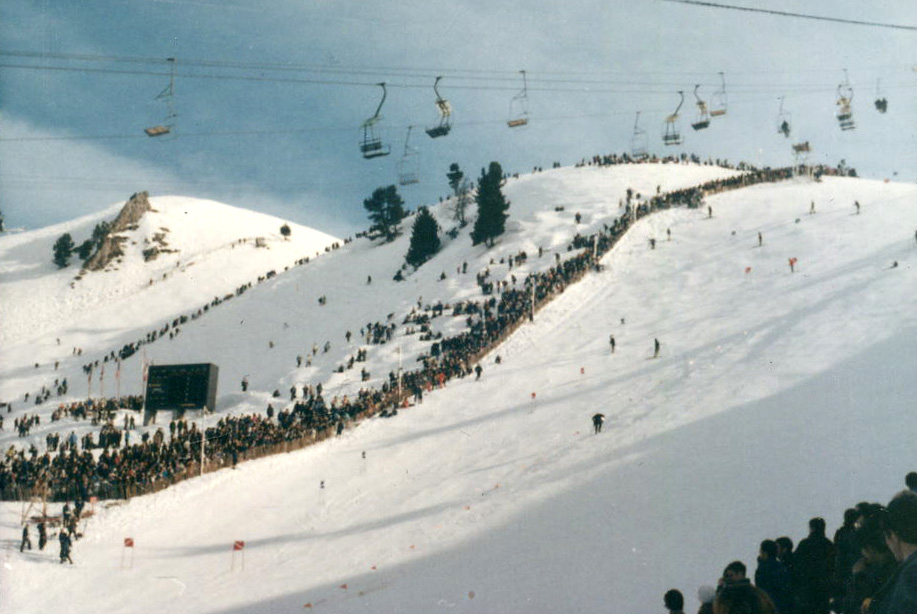
Трасса для гигантского слалома

Соревнования прошли с 9 по 17 февраля в Шанрусе. Олимпийские результаты были включены в зачёт кубка мира и в зачёт 20 чемпионата мира.
Гигантский слалом — мужчины
| Спортсмен         | 1 спуск | 1 спуск | 2 спуск | 2 спуск | Итог    | Итог  |
| Спортсмен         | Время   | Место   | Время   | Место   | Время   | Место |
| ----------------- | ------- | ------- | ------- | ------- | ------- | ----- |
| О Джеси́к (어재식) | 2:45.53 | 92      | 2:21:45 | 83      | 5:06:98 | 88    |

Слалом — мужчины
| О Джесик | дисквалифицирован | - | дисквалифицирован | - | не прошёл в финал |

### Конькобежный спорт

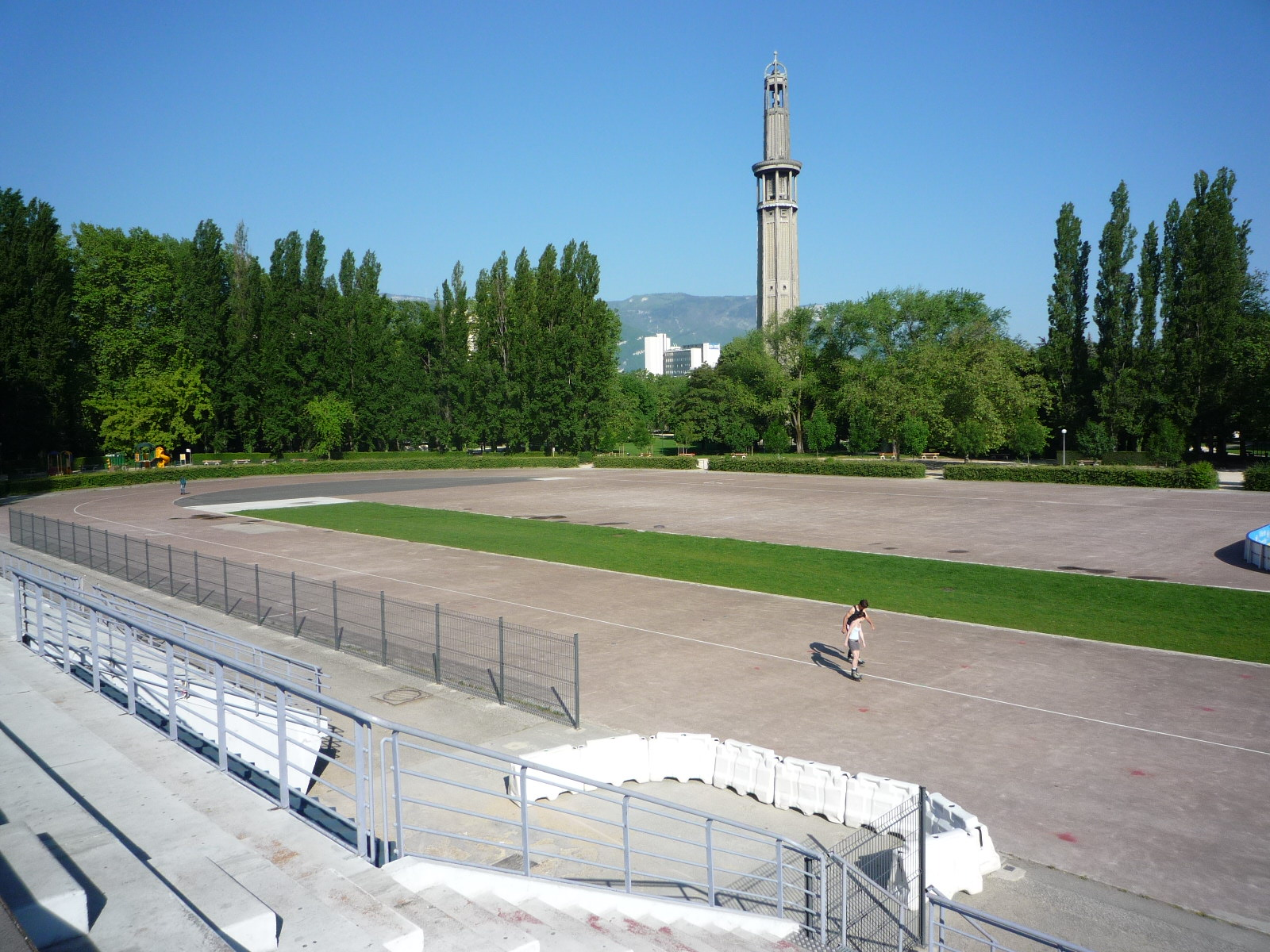
Олимпийский овал Гренобля летом.

Соревнования прошли на открытом катке «Олимпийский овал Гренобля» с 9 по 12 февраля у женщин, и с 14 по 17 февраля у мужчин.
Мужчины
| Спортсмен         | Дистанция | Время  | Место |
| ----------------- | --------- | ------ | ----- |
| Ли Иква́н (이익환) | 1500 м    | 2:17.5 | 51    |
| Ли Иква́н (이익환) | 5000 м    | 8:28.2 | 38    |

Женщины
| Спортсменка         | Дистанция | Время  | Место |
| ------------------- | --------- | ------ | ----- |
| Ким Гиджин (김귀진) | 1500 м    | 2.36.7 | 27    |
| Ким Гиджин (김귀진) | 3000 м    | 5.29.5 | T22   |

### Фигурное катание

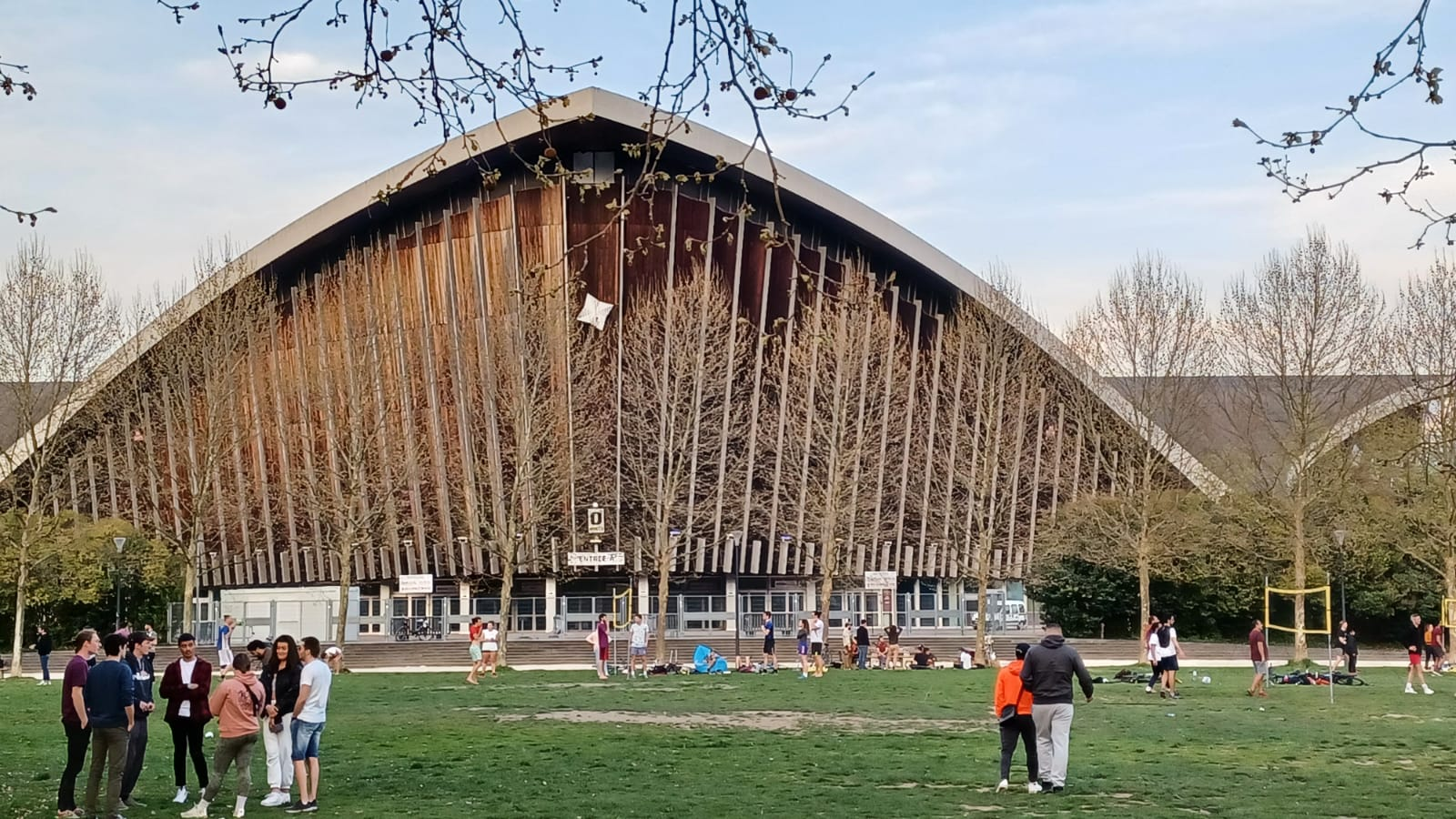
Современный вид на ледовый дворец спорта в Гренобле.

Соревнования прошли с 7 по 16 февраля на искусственном льду Дворца спорта. Корейские спортсмены соревновались в двух дисциплинах: в мужском и и женском одиночном катании.
Мужчины — одиночное катание
| Спортсмен  | Обязательные фигуры | Произвольная программа | Баллы  | Сумма мест (TFP) | Место в итоговом протоколе |
| ---------- | ------------------- | ---------------------- | ------ | ---------------- | -------------------------- |
| Ли Кванъён | 28                  | 28                     | 1360.3 | 250              | 28                         |

Женщины — одиночное катание
| Спортсменка | Обязательные фигуры | Произвольная программа | Баллы  | Сумма мест (TFP) | Место в итоговом протоколе |
| ----------- | ------------------- | ---------------------- | ------ | ---------------- | -------------------------- |
| Ли Хёнджу   | 30                  | 30                     | 1359.9 | 271              | 30                         |
| Ким Хегён   | 32                  | 31                     | 1336.2 | 277              | 31                         |